# Diócesis de Buga
La diócesis de Buga (en latín: Dioecesis Buguensis) es una circunscripción eclesiástica de la Iglesia católica en Colombia. Se trata de una diócesis latina, sufragánea de la arquidiócesis de Cali. Desde el 22 de enero de 2025, su obispo es Alexander Matiz Atencio.

## Territorio y organización

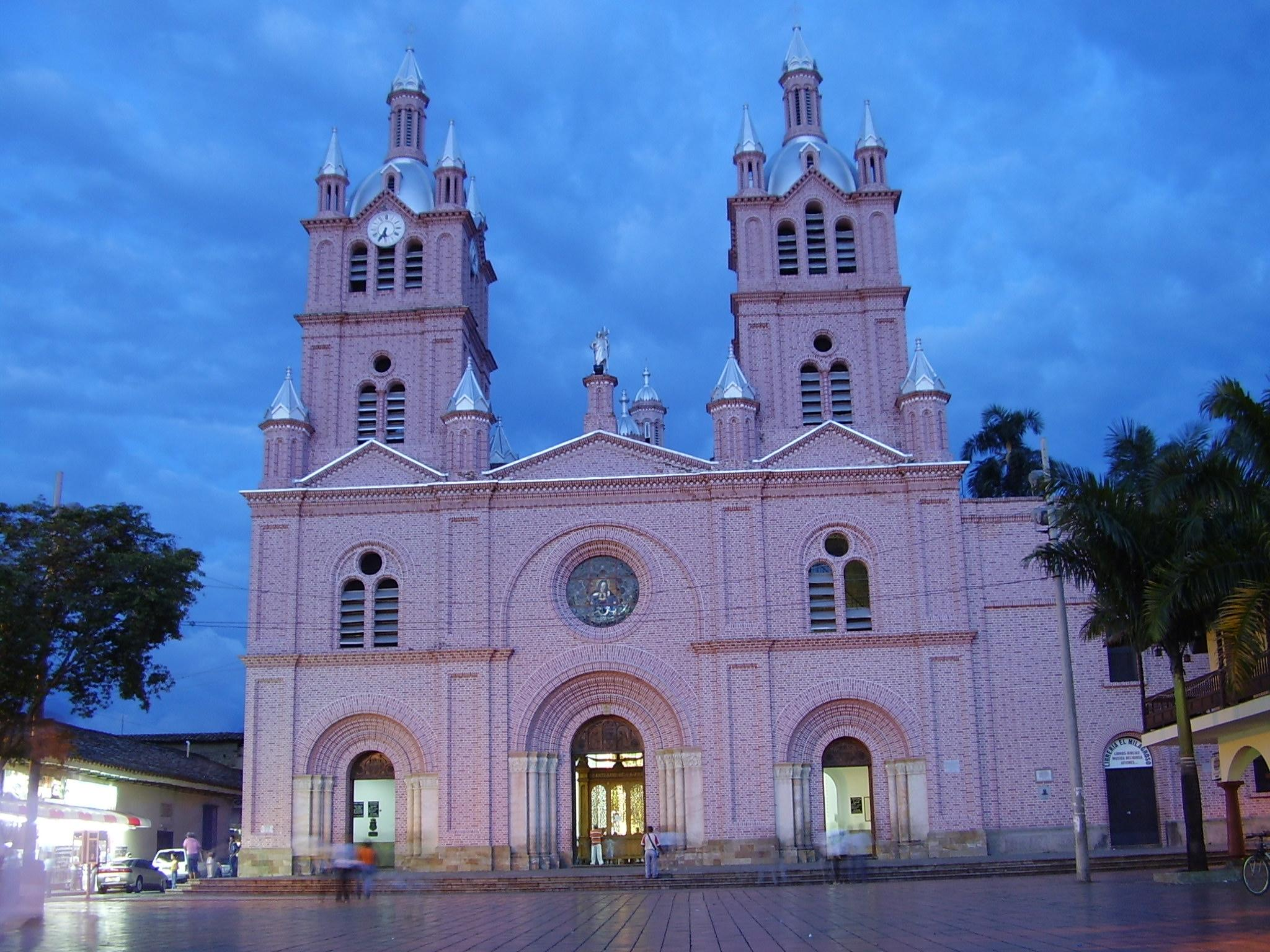
Basílica del Señor de los Milagros, en Buga

La diócesis tiene 3997 km² y extiende su jurisdicción sobre los fieles católicos de rito latino residentes en 10 municipios del departamento de Valle del Cauca: Andalucía, Buga, Bugalagrande, Caicedonia, Guacarí, Riofrío, San Pedro, Sevilla, Trujillo y Tuluá, así como sus corregimientos.

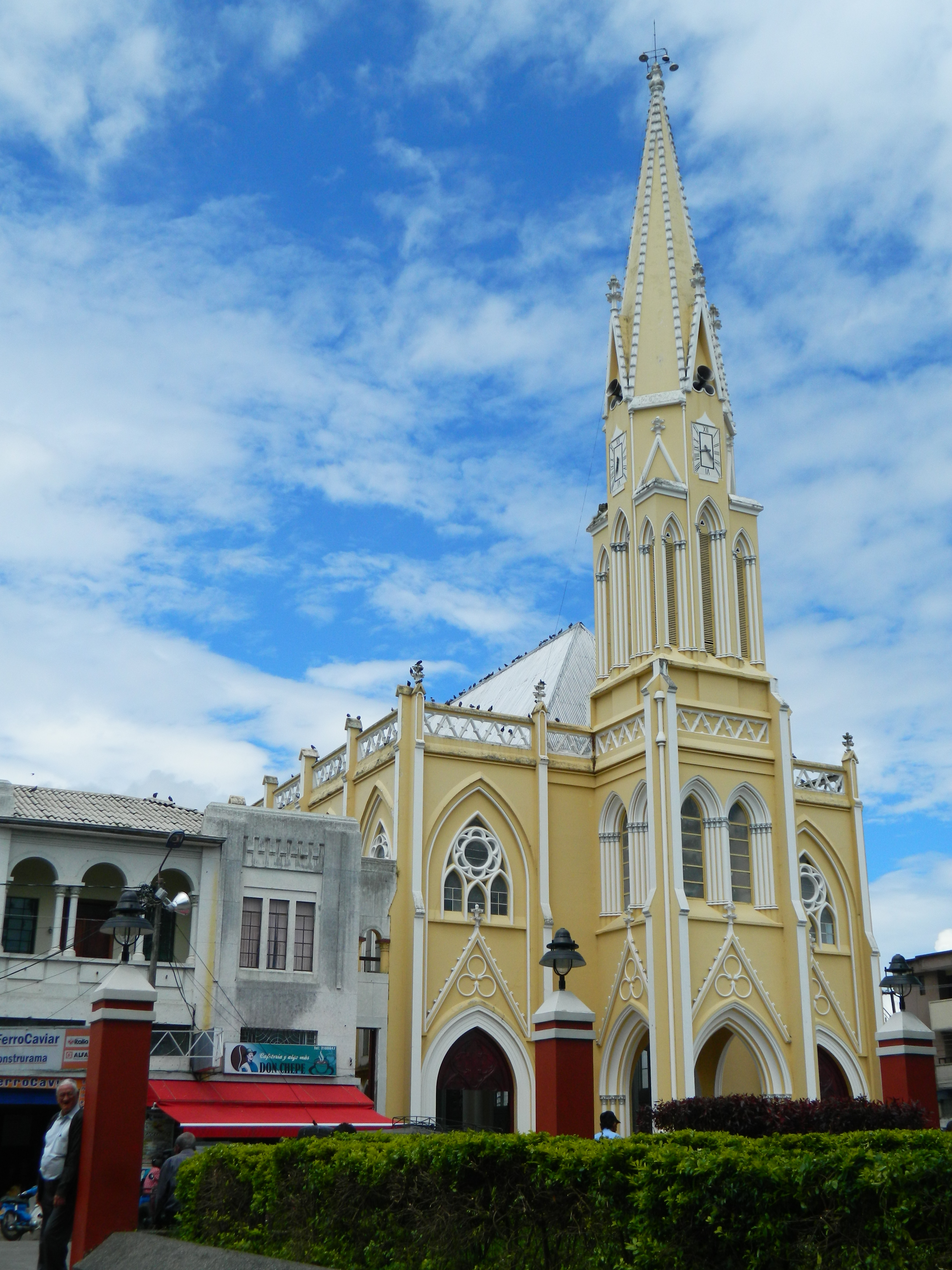
Basílica de San Luis Gonzaga, en Sevilla

Su territorio limita al norte con la diócesis de Cartago, al noreste con la diócesis de Armenia, al oriente con la arquidiócesis de Ibagué, al sureste con la diócesis de El Espinal, al sur y occidente con la diócesis de Palmira, y al noroeste con la diócesis de Istmina-Tadó.
La sede de la diócesis se encuentra en la ciudad de Buga (o Guadalajara de Buga), en donde se halla la Catedral de San Pedro Apóstol y la basílica del Señor de los Milagros. En Sevilla se halla la basílica de San Luis Gonzaga.
En 2022 en la diócesis existían 70 parroquias.

## Historia
La diócesis fue erigida el 29 de junio de 1966 mediante la bula Apostolico muneri del papa Pablo VI, obteniendo el territorio de la arquidiócesis de Cali y de la diócesis de Palmira. El 3 de enero de 1967 el sumo papa designó a Julián Mendoza Guerrero, del clero de Cali, como primer obispo de Buga. Su ordenación episcopal fue el 5 de marzo de 1967 en la Catedral de San Pedro y el mismo día tomó posesión de su sede episcopal, la cual gobernó hasta su fallecimiento el 4 de agosto de 1984.
El 17 de enero de 1985, el papa Juan Pablo II nombró a Rodrigo Arango Velásquez, como nuevo obispo de Buga. Tomó posesión el 25 de marzo de 1985 y gobernó hasta el 19 de enero de 2001, cuando se jubiló por llegar a la edad canónica. En esa misma fecha el papa designó a Hernán Giraldo Jaramillo como nuevo obispo de Buga, quien tomó posesión el 19 de marzo de 2001. El 4 de agosto de 1997 se estableció el seminario diocesano de los Doce Apóstoles. 
A mediados de mayo de 2012 el papa Benedicto XVI designó como nuevo obispo de Buga a José Roberto Ospina Leongómez, quien se desempeñaba en aquel momento como obispo auxiliar de la arquidiócesis de Bogotá. Sustituyendo a Giraldo Jaramillo, cuya renuncia fue aceptada tras cumplir la edad canónica de retiro.
El 7 de diciembre de 2024, el Papa Francisco nombró a Alexander Matiz Atencio como el nuevo obispo de la Diócesis de Buga, sucediendo a Monseñor José Roberto Ospina Leongómez, quien presentó su renuncia en 2022 al cumplir 75 años. En su nombramiento, el padre Matiz expresó su alegría y disposición para servir a la Iglesia de Buga con dedicación y compromiso pastoral.

## Estadísticas
De acuerdo al Anuario Pontificio 2023 la diócesis tenía a fines de 2022 un total de 439 974 fieles bautizados.
| Año                                                                             | Población | Población | Población      | Sacerdotes | Sacerdotes | Sacerdotes | Católicos por sacerdote | Diáconos permanentes | Religiosos | Religiosos | Parroquias y cuasiparroquias |
| Año                                                                             | Católicos | Total     | % de católicos | Total      | Diocesanos | Regulares  | Católicos por sacerdote | Diáconos permanentes | Masculinos | Femeninos  | Parroquias y cuasiparroquias |
| ------------------------------------------------------------------------------- | --------- | --------- | -------------- | ---------- | ---------- | ---------- | ----------------------- | -------------------- | ---------- | ---------- | ---------------------------- |
| 1966                                                                            | ?         | 533 795   | ?              | 55         | 30         | 25         | ?                       |                      |            |            | 20                           |
| 1970                                                                            | ?         | 669 598   | ?              | 80         | 54         | 26         | ?                       |                      | 41         | 248        | 28                           |
| 1976                                                                            | 384 000   | 424 200   | 90.5           | 86         | 54         | 32         | 4465                    |                      | 56         | 188        | 33                           |
| 1980                                                                            | 430 000   | 495 000   | 86.9           | 83         | 58         | 25         | 5180                    | 1                    | 48         | 174        | 34                           |
| 1990                                                                            | 487 000   | 630 000   | 77.3           | 80         | 57         | 23         | 6087                    | 3                    | 34         | 166        | 46                           |
| 1999                                                                            | 474 358   | 558 069   | 85.0           | 106        | 81         | 25         | 4475                    | 6                    | 32         | 143        | 48                           |
| 2000                                                                            | 474 358   | 558 069   | 85.0           | 109        | 83         | 26         | 4351                    | 6                    | 34         | 152        | 49                           |
| 2001                                                                            | 474 358   | 558 690   | 84.9           | 129        | 105        | 24         | 3677                    | 7                    | 30         | 178        | 55                           |
| 2002                                                                            | 450 500   | 560 250   | 80.4           | 90         | 74         | 16         | 5005                    | 7                    | 19         | 131        | 55                           |
| 2003                                                                            | 491 127   | 569 127   | 86.3           | 118        | 92         | 26         | 4162                    | 7                    | 31         | 143        | 56                           |
| 2004                                                                            | 491 127   | 569 127   | 86.3           | 101        | 75         | 26         | 4862                    | 6                    | 33         | 151        | 56                           |
| 2006                                                                            | 528 000   | 587 000   | 89.9           | 104        | 78         | 26         | 5076                    | 4                    | 34         | 133        | 62                           |
| 2012                                                                            | 569 000   | 633 000   | 89.9           | 109        | 86         | 23         | 5220                    | 5                    | 26         | 130        | 66                           |
| 2015                                                                            | 590 000   | 654 000   | 90.2           | 109        | 86         | 23         | 5412                    | 5                    | 26         | 93         | 68                           |
| 2018                                                                            | 498 335   | 552 628   | 90.2           | 115        | 89         | 26         | 4333                    | 6                    | 57         | 135        | 69                           |
| 2020                                                                            | 540 860   | 600 631   | 90.0           | 124        | 94         | 30         | 4361                    | 9                    | 58         | 113        | 70                           |
| 2022                                                                            | 439 974   | 560 713   | 78.5           | 119        | 88         | 31         | 3697                    | 11                   | 47         | 89         | 70                           |
| Fuente: Catholic-Hierarchy, que a su vez toma los datos del Anuario Pontificio. |           |           |                |            |            |            |                         |                      |            |            |                              |

## Episcopologio
- Julián Mendoza Guerrero † (3 de enero de 1967-4 de agosto de 1984 falleció)
- Rodrigo Arango Velásquez, P.S.S. † (17 de enero de 1985-19 de enero de 2001 retirado)
- Hernán Giraldo Jaramillo (19 de enero de 2001-10 de mayo de 2012 retirado)
- José Roberto Ospina Leongómez, desde el 10 de mayo de 2012
- Alexander Matiz Atencio, nombrado el 7 de diciembre de 2024